# جيل توريس
جيل توريس هو لاعب كرة قاعدة كوبي، ولد في 23 أغسطس 1915 في Regla ‏ في كوبا، وتوفي بنفس المكان في 10 يناير 1983.

## وصلات خارجية
- جيل توريس على موقعبيزبول رفرنس.كوم (الدوري الرئيسي) (الإنجليزية)